# Musikjahr 1601
Liste der Musikjahre

◄◄ | ◄ | 1597 | 1598 | 1599 | 1600 | Musikjahr 1601 | 1602 | 1603 | 1604 | 1605 | ► | ►►

Weitere Ereignisse
Dieser Artikel behandelt das Musikjahr 1601.

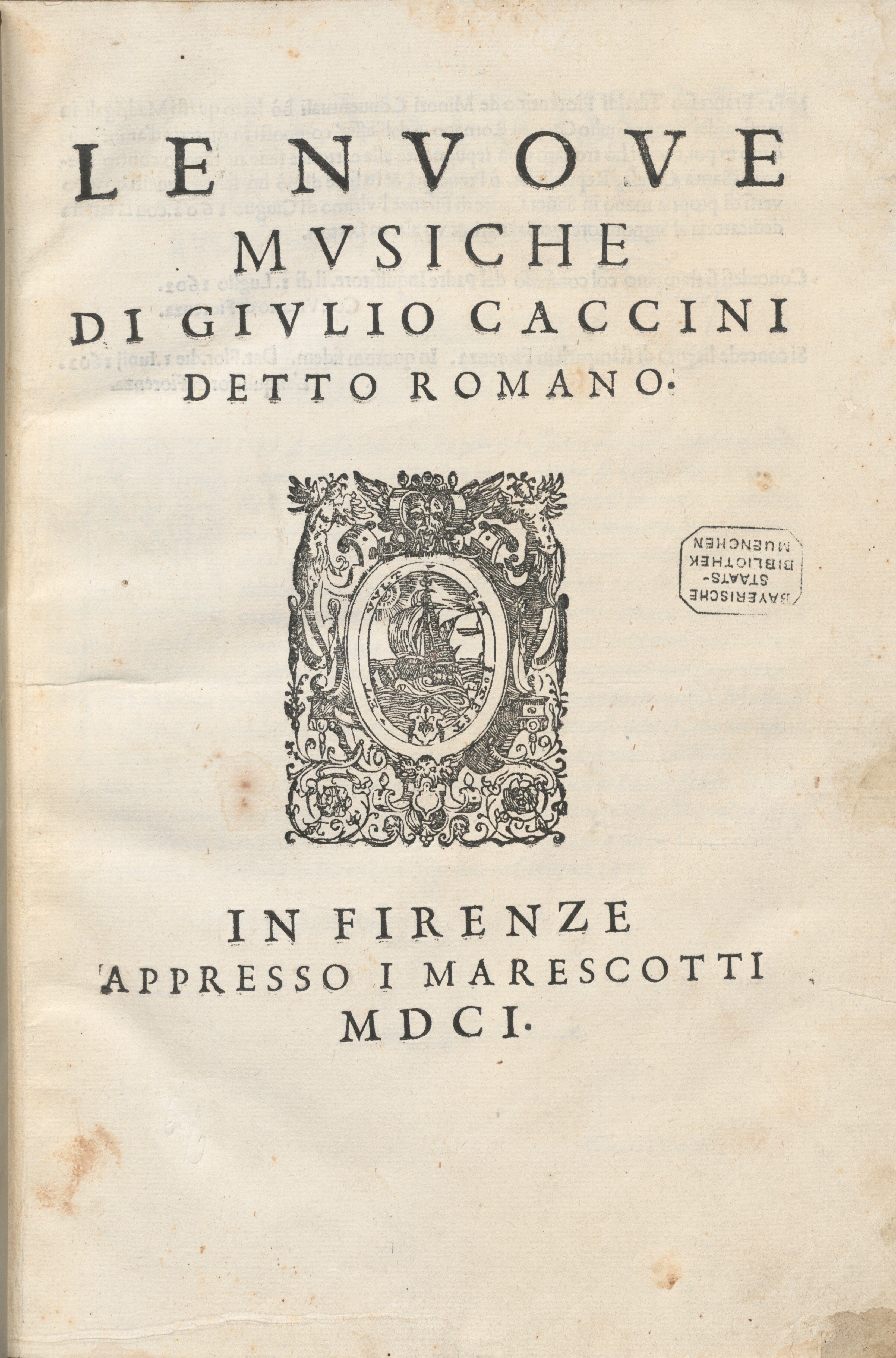
Giulio Caccini – Le nuove Musiche – Titelseite 1601

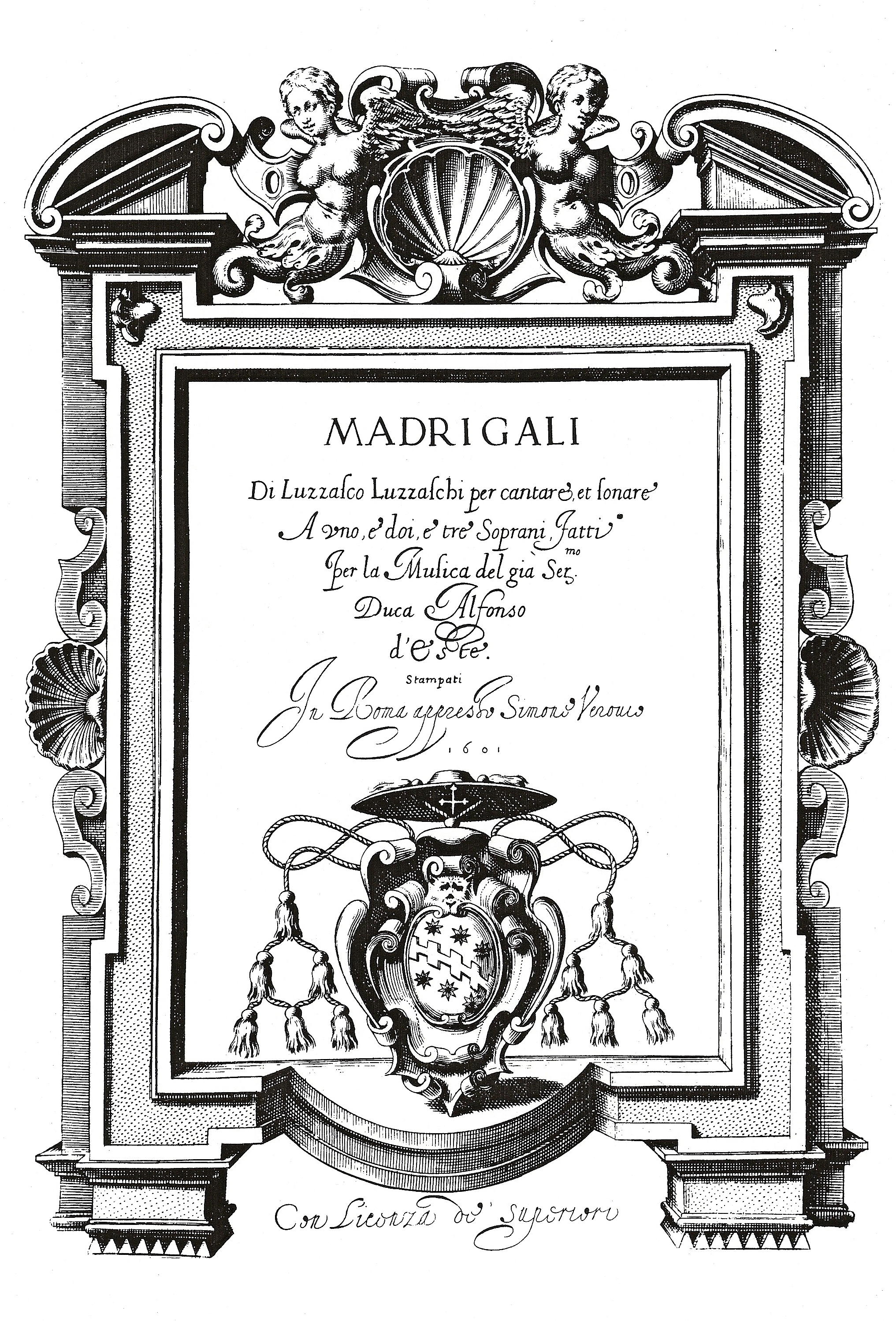
Luzzasco Luzzaschi – Madrigali a uno, e’doi, e’tre’ soprani – Titelseite, Rom 1601

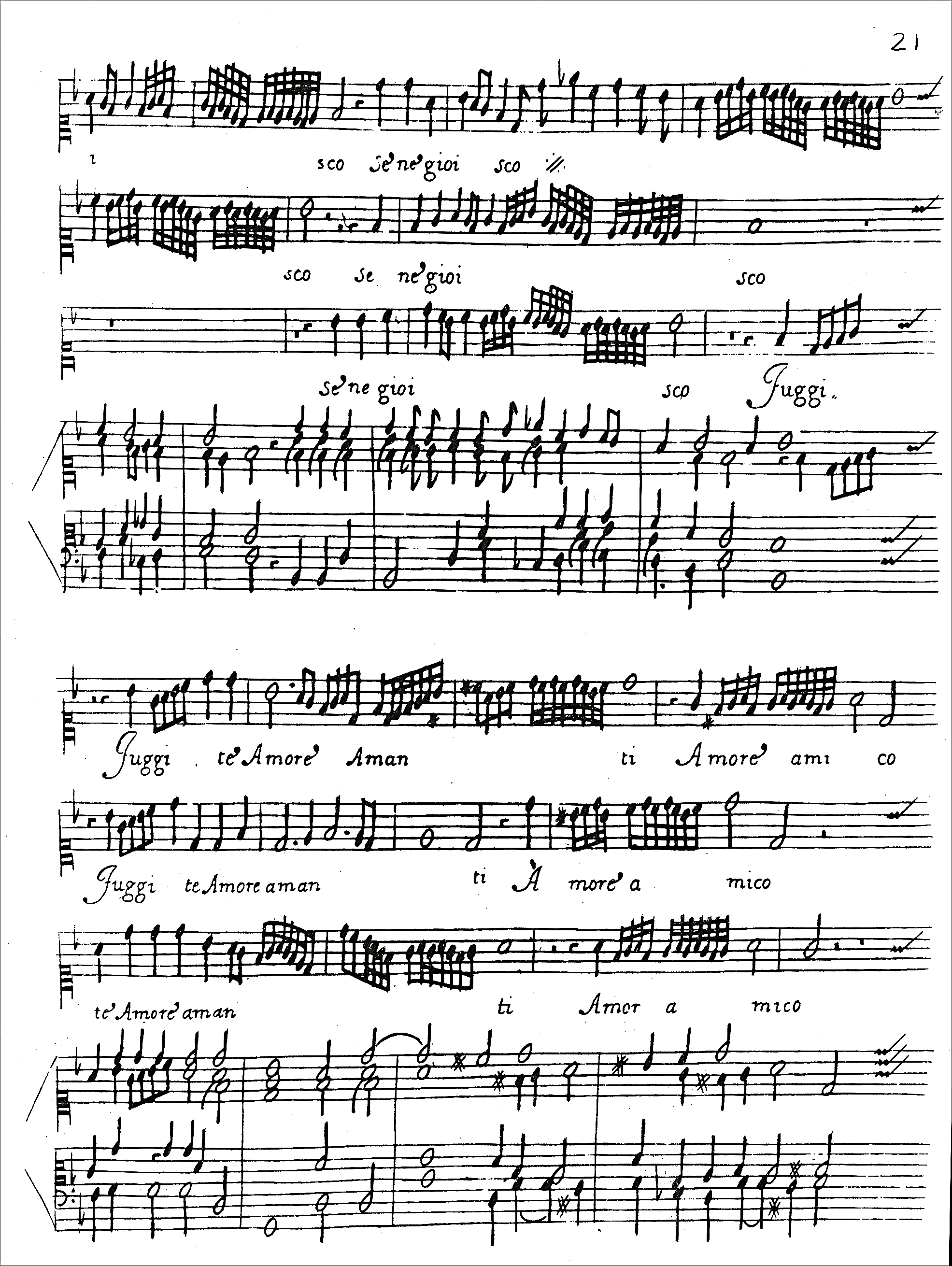
Luzzasco Luzzaschi, 2. Seite des 8. Madrigals O dolcezz’amarissime d’Amore (drei Sopranstimmen, ausgeschriebene Verzierungen, ausgesetzter Generalbass)

## Ereignisse
- Giovanni Francesco Anerio ist von 1601 bis 1603 als Nachfolger Francesco Sorianos, Kapellmeister in der Lateranbasilika.
- Giovanni Bassano wird Nachfolger von Girolamo Dalla Casa als Leiter der Musikschule am Markusdom in Venedig.
- John Bull, der 1586 offiziell zum Gentleman of the Chapel Royal unter Elisabeth I. ernannt wurde, scheint 1601–1602 ernstlich krank gewesen zu sein. Eine früher für diesen Zeitraum angenommene Reise auf den Kontinent, oder gar Spionagetätigkeit für die Königin, ist nicht belegt.
- Thomas Campions erste Liedersammlung erscheint 1601.
- Hans Leo Haßler geht 1601 – nach dem Tod des Grafen Oktavian II. von Fugger – nach Nürnberg, wo er sich in erster Linie kaufmännischen Geschäften und der Entwicklung und Herstellung von Orgelautomaten widmet. In Nürnberg veröffentlicht er seine Liedersammlung Lustgarten neuer teutscher Gesäng, Balletti, Gaillarden und Intraden. Das Werk enthält unter anderem das Lied Mein G’müt ist mir verwirret sowie Tanzen und Springen.
- Johannes Herold muss 1601 wegen der Gegenreformation seine Stelle in Klagenfurt aufgeben, wofür er mit einem Jahresgehalt abgefunden wird. Er wird zunächst fürstlicher Hofkapellmeister im thüringischen Altenburg und wechselt 1602 mit dem Hof nach Weimar.
- Krzysztof Klabon war von 1576 bis 1601, mit einer kurzzeitigen Unterbrechung durch den Italiener Luca Marenzio 1596, Direktor der königlichen Kapelle am Hof Sigismund II. Augusts in Krakau. Sein Nachfolger ist Giulio Cesare Gabussi, er selbst bleibt auch danach deren Mitglied.
- Luzzasco Luzzaschi veröffentlicht 1601 in Rom seine Madrigalsammlung Madrigali ... per cantare, et sonare a 1, 2, e 3 soprani. Bei diesem Werk, komponiert für das berühmte Ensemble Concerto delle donne, fällt besonders die Virtuosität auf, die den Sängerinnen abverlangt wird. Der große Anteil ausgeschriebener Verzierungen über einer unverzierten Basslinie deutet bereits auf die neue Stilrichtung der Monodie hin, die in der eben aufkommenden Oper die tragende Rolle spielt. Eine weitere Besonderheit dieser Madrigalsammlung ist die über der Bassstimme ausgeschriebene Begleitstimme für ein Tasteninstrument.
- Ascanio Mayone wird von Scipione Cerreto als einer der exzellentesten Instrumentalisten auf der Orgel und der Doppelharfe bezeichnet.
- Claudio Monteverdi, der seit 1590 in Mantua am Hof des Herzogs Vincenzo I. Gonzaga als Sänger und Violist tätig war, wird 1601 Maestro di musica.
- Paul Peuerl ist ab November 1601 Organist in Horn.
- Peter Philips tritt nach dem Tode seiner Frau und seiner Kinder in den geistlichen Stand und wird 1601 zum Priester geweiht.
- Christoph Strauss wird 1601 Kantor in St. Michael in Wien und Kammerorganist bei Erzherzog Matthias.
- Joannes Tollius verlässt 1601 Italien und geht nach Dänemark, wo er ab 10. Oktober 1601 in der Hofkapelle des lutherischen Königs Christian IV. in Kopenhagen wirkt.
- Giovanni Maria Trabaci, der 1594 als Sänger in die Kapelle der Kirche Santissima Casa dell’Annunziata in Neapel eintrat, wird hier 1601 Organist.
- Thomas Weelkes ist von 1598 bis etwa 1601 Organist am Winchester College und erhält in Oxford den Grad eines Bachelor of Music.
- Den Opfern der trotz des seit 1587 geltenden Verbots fortgesetzten Praxis der Kastration bietet Papst Clemens VIII. eine Existenz als Sänger für hohe Stimmen im päpstlichen Chor.

## Instrumental- und Vokalmusik (Auswahl)
- Gregor Aichinger – Odaria lectissima ex melitiss. D. Bernardi jubilo delibata..., Augsburg: Officina Praetoriana (Sammlung von geistlichen Liedern zu drei und vier Stimmen)
- Blasius Amon – Introitus dominicales per totum annum, secundum ritum ecclesiae catholicae, suavitate et brevitate quatuor vocibus exculti, tam utiles quam necessarii, Wien
- Adriano Banchieri – Il Metamorfosi musicale, viertes Buch der Canzonettas zu drei Stimmen, Venedig: Ricciardo Amadino
- John Bennet – All creatures now are merry minded, in: Sammelband The Triumphes of Oriana
- Valerio Bona
  - zweites Buch der Messen und Motetten für zwei Chöre, Venedig: Ricciardo Amadino
  - erstes Buch der Madrigale und Canzonas zu fünf Stimmen, Venedig: Angelo Gardano
- Joachim Burmeister
  - Geistlicher Psalmen D. M. L. und anderer gottseligen Menner zu vier Stimmen, Rostock: Stephan Myliande
  - Musica αυτοσχεδικη, sowie daraus für den praktischen Musikunterricht abgekoppelt Musicae practicae sive artis caneni ratio
- Giulio Caccini – Madrigale und Arien für eine Singstimme und Basso continuo, in: Le nuove Musiche, Florenz: Giorgio Marescotti
- Floriano Canale
  - Canzonette a tre voci di D. Floriano Canale da Bressa organista, primo libro, Venedig: Giacomo Vincenti (Lodovico Rattoni gewidmet)
  - Ricercatori di tutti li tuoni con una battaglia alla francese a quattro voci (Conte Carlo Capriolo gewidmet)
- Richard Carlton – The Triumphs of Oriana
- Giovanni Croce
  - Sacrae cantiones zu fünf Stimmen, Venedig: Giacomo Vincenti
  - erstes Buch der Canzonettas zu drei Stimmen, Venedig: Giacomo Vincenti
- Christoph Demantius – 77 neue außerlesene, liebliche, zierliche, polnischer und teutscher Art, Täntze mit und ohne Texten zu vier und fünf Stimmen, Nürnberg: Catharina Dieterich für Konrad Baur
- Johannes Eccard – Braut Lied (Ein treu Gemahl) zu sechs Stimmen, Königsberg: Georg Osterberger (Hochzeitslied)
- Melchior Franck – erstes Buch der sacrae melodiae zu vier bis acht Stimmen, Augsburg: Schönigian
- Andrea Gabrieli – Mascherate zu drei, vier, fünf, sechs und acht Stimmen, Venedig: Angelo Gardano (posthum veröffentlicht, enthält auch Kompositionen von Ippolito Chamaterò, Orazio Vecchi und Geminiano Capilupi)
- Giovanni Giacomo Gastoldi – Tutti li Salmi che nelle solennità del anno al Vespro si cantano a 8 voci
- Bartholomäus Gesius – Geistliche Deutsche Lieder. D. Mart. Lutheri: Und anderer frommen Christen: Welche durchs gantze Jahr in der Christlichen Kirchen zusingen gebreuchlich/ mit vier und fünff Stimmen …, Frankfurt an der Oder: Johann Hartmann
- Gioseffo Guami – Partitura per sonare delle canzonette alla francese, Venedig: Giacomo Vincenti
- Adam Gumpelzhaimer – Sacrorum concentuum Octonis vocibus modulandorum Liber Primus zu acht Stimmen, Augsburg: Valentin Schönigk
- Hans Leo Haßler
  - Lustgarten neuer teutscher Gesäng, Balletti, Gaillarden und Intraden, Nürnberg: Paul Kauffmann
  - Sacri concentus, Augsburg: Valentin Schönigk
  - Magnificat octo tonorum zu vier Stimmen, Nürnberg: Paul Kauffmann (enthält auch eine Messe und eine Vertonung von Psalm 51)
- Joachim van den Hove – Florida, Utrecht: Salomon de Roy & Johannes Guilielmus de Rhenen
- Robert Jones
  - The Second Book of Songs and Ayres, 21 Ayres für eine Singstimme, Laute, Bassviole und „Lyra viol“, London
  - 1 Madrigal zu sechs Stimmen, in: Sammlung The Triumphes of Oriana, London
- Claude Le Jeune – Les 150 Pseaumes zu vier bis fünf Stimmen, Paris: Witwe von R. Ballard und Pierre Ballard (posthum veröffentlicht)
- Luzzasco Luzzaschi – Madrigali ... per cantare, et sonare a 1, 2, e 3 soprani, Rom: Simone Verovio (mit Werken, die vor 1597 für das Concerto delle donne geschrieben wurden)
- Tiburtio Massaino – Sacrae cantiones … liber tertius, zu sechs Stimmen, Venedig: Ricciardo Amadino
- Simone Molinaro – zweites Buch der Motetten zu acht Stimmen, Mailand: Simon Tini & Francesco Besozzi
- Philippe de Monte – vierunddreißigstes Buch der Madrigale
- Thomas Morley (Hrsg.) – Madrigales The Triumphs of Oriana, to 5. and 6. voices: composed by divers severall aucthors
- Asprilio Pacelli – Madrigali... libro primo, a quattro voci, Venedig: Giacomo Vincenti
- Pietro Paolo Paciotto – Motecta festorum totius anni cum Communi Sanctorum..., Buch 1, Rom: Nicolo Mutii
- Giovanni Pierluigi da Palestrina
  - Missarum cum quatuor, quinque & sex vocibus, liber duodecimus, Venedig
  - Missae quattuor octonis vocibus concinendae, Venedig (insgesamt 113 Messen in 14 Büchern)
- Orfeo Vecchi
  - Sieben Bußpsalmen für sechs Stimmen, Mailand: Simon Tini Erben & Giovanni Francesco Besozzi
  - Psalmi in totius anni solemnitatibus, Mailand: Simon Tini Erben & Giovanni Francesco Besozzi
- Cornelis Verdonck – 1 Madrigal, in: Sammlung Ghirlanda di madrigali zu sechs Stimmen, Antwerpen

## Musiktheater
- Adriano Banchieri
  - Il metamorfosi musicale (Madrigal-Komödie)
  - Virtuoso ridotto (Madrigal-Komödie)

## Musiktheoretische Schriften
- Scipione Cerreto – Della prattica musica vocale et strumentale, Neapel

## Geboren

### Geburtsdatum gesichert

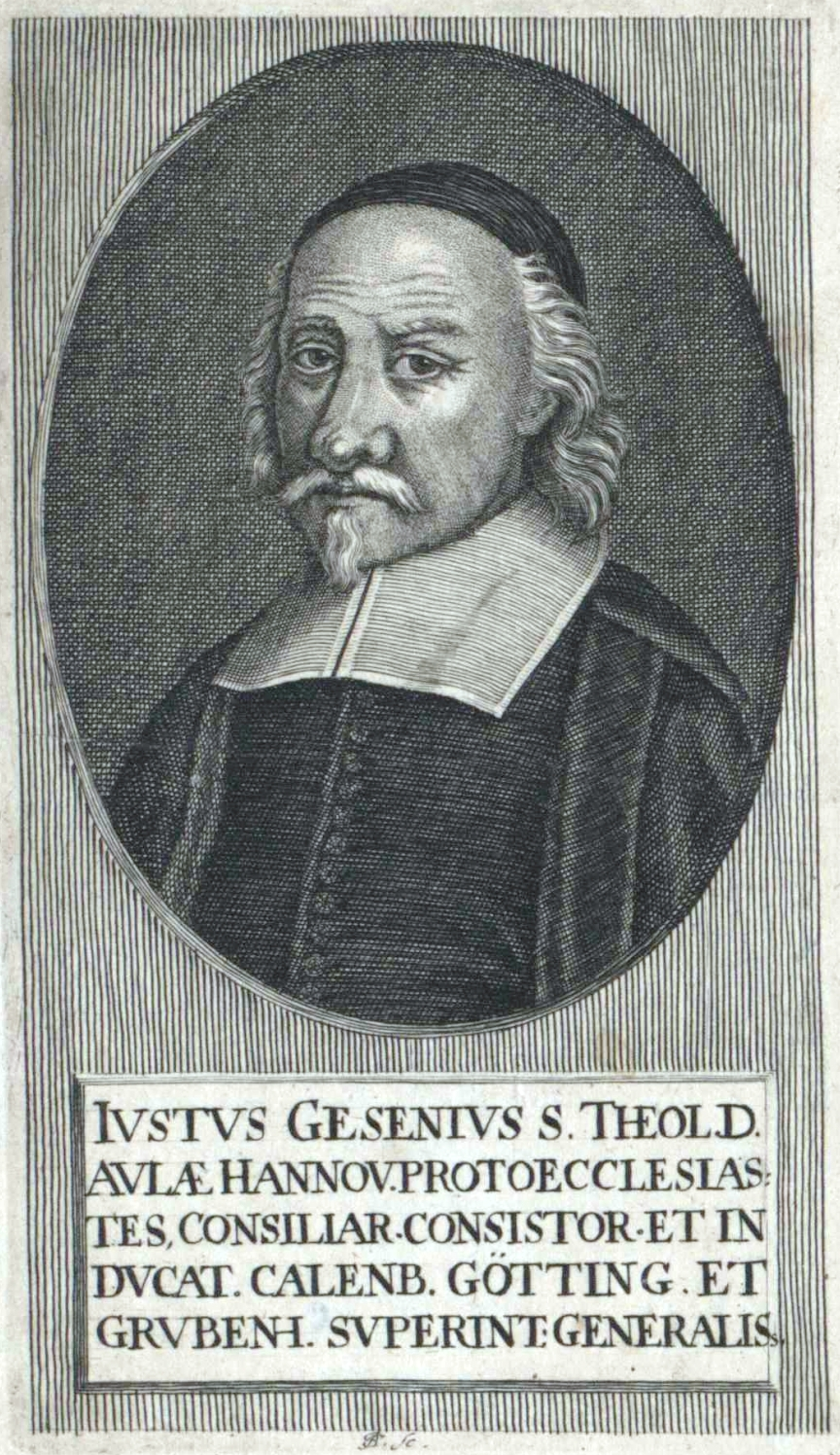
Justus Gesenius; * 6. Juli

- 06. Juli: Justus Gesenius, deutscher Theologe und Kirchenlieddichter († 1673)

### Geboren um 1601
- Jacques Champion de Chambonnières, französischer Cembalist und Komponist († 1672)
- Giovan Battista Ferrini, italienischer Organist, Cembalist und Komponist († 1674)
- Michelangelo Rossi, italienischer Komponist und Violinist († 1656)

## Gestorben

### Todesdatum gesichert
- 30. März: Johann Spreng, Augsburger Meistersinger und Mitglied der dortigen Sängerschule (* 1524)

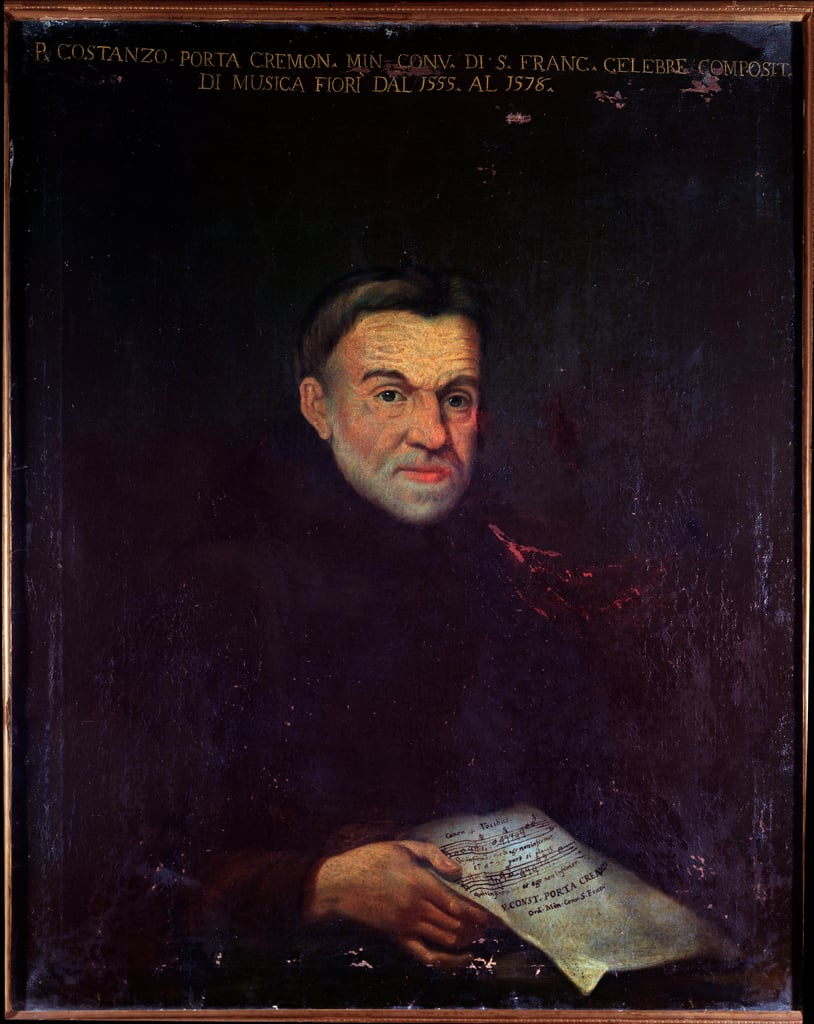
Costanzo Porta; † 19. Mai

- 19. Mai: Costanzo Porta, italienischer Komponist (* 1528 oder 1529)
- 26. November: Benedetto Pallavicino, italienischer Komponist (* 1551)

### Genaues Todesdatum unbekannt
- Girolamo Dalla Casa, italienischer Komponist (* unbekannt)
- Leonhart Schröter, deutscher Komponist und lutherischer Kantor (* 1532)

### Gestorben nach 1601
- John Farmer, englischer Komponist (* um 1570)